# Майтхуна
Майтхуна (санскр. मैथुन, IAST: maithuna, слияние, соединение, союз, половой акт) — обряд, связанный с идеей ритуального секса в индуистской (шакта, индийский тантризм) и буддийской (ваджраяна) традициях.
Тантристы полагают, что в процессе майтхуны мужчина и женщина в ходе визуализации себя как дэвов (например, Шива и его божественная супруга Шакти (Ума) — в индусской тантре), Будд, бодхисаттв или идамов — и их тантрических партнёрш (в буддизме) превращаются в божественную пару, воспринимаются как воплощение или выражение божественных сущностей.

## Майтхуна в рамках тантрийского ритуала
Особое внимание при этом (во время тантрического ритуала) обращается на визуализации и правильное дыхание, а также на самарасу (санскр. «один вкус») — синхронность достижения оргазма.
Очень важным считается требование умения достигать оргазма без эякуляции («балансирование на грани») у мужчин — речь идёт об управлении оргазмом, таким образом продлевается время майтхуны (это требование наличествует не у всех школ буддийской и индусской тантры). 
Даже в не-тантрических писаниях вишнуизма ("Бхагавата-пурана", 6:25, 1983) рассказывается, что Кришна мог удовлетворять своих 16108 жён, не эякулируя (воздерживаясь — с целью продлить наслаждение), и продлевая оргазм, так что каждая из его жён оставалась удовлетворённой.
В некоторых школах буддийской тантры и шакты используют биологические жидкости, выделяющиеся в ходе майтхуны, для мистических и ритуальных целей. Подробности этого описаны в некоторых тантрических писаниях, таких как «Кали-тантра» и др. Писала об этом и исследователь Тибета Александра Дави́д-Нее́ль.
Майтхуне обычно предшествует длительный тантрийский ритуал, заключающийся в повторении мантр или дхарани, подношении цветов дэвам и партнёрше (которая также рассматривается как воплощённая дэви) и размышлении о партнёре.
В индуизме майтхуна рассматривается в рамках ритуала «панчамакара» (санскр., букв.: «пять морских чудовищ») — ритуальных «пяти М»:
- мамса (санскр. мясо),
- матсья (рыба),
- мадья (вино, либо иной напиток, содержащий психоактивные вещества),
- мудра (зерно, хлеб),
- майтхуна (ритуальные сексуальные отношения).

Все эти моменты практикуются в комплексе как целостный религиозный ритуал.
Все эти вещи, имеющие отношение к ритуалу «панча-макара», были нежелательны (особенно — мясо, вино) не только для религиозной практики в рамках индуизма, но и в обыденной жизни. Секс многими индуистами рассматривался лишь как возможность зачинать детей (при том, что именно в Индии были написаны такие пособия по семейной жизни, как «Камасутра», которая наряду с изложением основ психологии семейной жизни немалое внимание уделяет и собственно сексуальным отношениям). Некоторые индуистские гуру рассказывали, что очень редко имели секс со своими жёнами, отдавая большую часть времени медитации, наставничеству, изучению Писаний (Бхагавадгита, Веды и др.) Тантрики принципиально использовали всё это в своих ритуалах (речь о «панча-макара») с целью перестроить сознание адепта, избавить его от дуализма «святое — профанное», и таким образом способствовать осознанию принципиальной не-дуальности Абсолюта (Шивы, Брахмана и т. д.) Считается, что использование этих элементов практики позволяет гораздо быстрее достичь духовной реализации. В буддийской же тантре считается, что практика «панча-макары» и ряда других моментов способствует обретению состояния Будды уже в этой жизни (нет нужды проходить через многочисленные перерождения). Аналогично и в индусской тантре (особенно в «тантре левой руки» / Вамачара (санскр.)) считается, что такая практика подвигает адепта достичь реализации уже в этой жизни.

## Отношение к ритуалам тантры и майтхуне  традиционных индуистов
Следует отметить, что индуисты, не являющиеся тантриками (шактистами) часто негативно относились к ритуалам, связанным с «панчамакарой», включая ритуальный половой акт — майтхуну. Нередко тантриков объявляли «колдунами», рекомендовали их сторониться. Не способствовало их (тантриков) признанию индийским «религиозным истеблишментом» и то обстоятельство, что тантрические ритуалы часто проводились ночью, в тайне. Некоторые индийские религиозные авторитеты в Средние века и в новое время считали, что шакта (тантризм) профанирует традиционные установки и ценности индуизма. В работах современного (двадцатый век) деятеля одной из вишнуитских сампрадай Шрилы Прабхупады (основатель движения ИСККОН) есть немало негативных суждений о тантриках и тантре. 
В целом же шакта (тантра) вписывается в систему распространённых в Индии и за её пределами индусских школ, которые можно разделить на вишнуитов, шайву (шиваитов) и шакту (тантру), которая наиболее распространена в Ассаме и Бенгалии.